# Enganyapastors galta-rogenc
L'enganyapastors galta-rogenc (Caprimulgus rufigena) és una espècie d'ocell de la família dels caprimúlgids (Caprimulgidae) que habita sabanes, estepes arbustives i semideserts del sud d'Angola, sud-oest de Zàmbia, Namíbia, Botswana, Zimbabwe, Moçambic i Sud-àfrica, excepte el Natal oriental i el sud de la Província del Cap.